# Josef Chytil

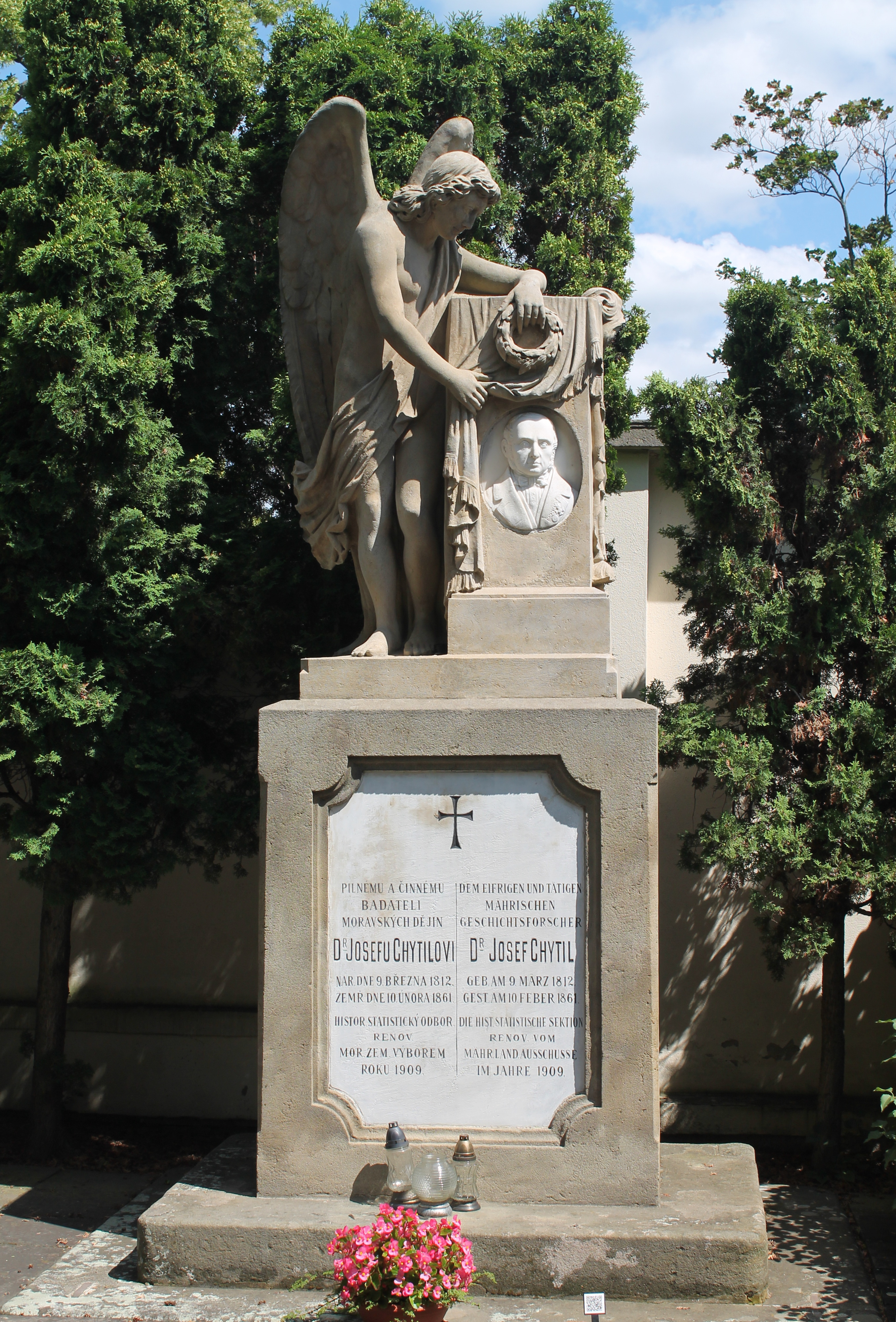
Hrob Josefa Chytila v Brně

Josef Chytil (9. března 1812 Kojetín — 10. února 1861 Brno) byl český historik, archivář v Moravském zemském archivu a národní buditel působící zejména v Brně.

## Život

### Mládí
Narodil se v Kojetíně u Kroměříže. Roku 1830 absolvoval kroměřížské církevní gymnázium, následně odešel studovat do Brna. Zde napřed krátce navštěvoval filosofické učiliště, v letech 1833 až 1835 studoval bohoslovectví v klášteře bosých augustiniánů na Starém Brně. Posléze se však od církevní dráhy odklonil a roku 1836 nastoupil jako stavovský praktikant k Moravskému zemskému výboru. Zde působil do roku 1841, kdy začal pracovat jako archivář v Moravském zemském archivu. V Brně se usadil v Křížové ulici.

### Moravský zemský archiv
Josef Chytil se během svého působení zabýval především moravskou historií. V Moravském zemském archivu spolupracoval s Aloisem Vojtěchem Šemberou a Antonínem Bočkem, hlavním archivářem. Po Bočkově smrti roku 1847 se Chytil stal prozatímním vedoucím archivu, roku 1855 pak hlavním archivářem. Postaral se o přepis řady důležitých archivních dokumentů a také sofistikovaným systémem katalogizace archiválií. Ovládal češtinu, němčinu a italštinu.
Čile se také zapojoval do českého vlasteneckého života: roku 1849 byl zakládajícím členem Matice moravské (v letech 1856 až 1859 působil jako její předseda), zabýval se též rozsáhlou publikační činností. Za své zásluhy byl oceněn roku 1858 Zlatou spolkovou medailí Hospodářské společnosti, roku 1859 mu císař František Josef I. udělil Zlatý záslužný kříž s korunou.

### Úmrtí
Josef Chytil zemřel 10. února 1861 v Brně ve věku 48 let, nejspíše následkem nemoci či úrazu. Pohřben byl v hrobce na starém brněnském městském hřbitově. Ten byl roku 1903 zrušen a jeho ostatky byly přesunuty do nové hrobky na Ústředním hřbitově v Brně, na čestném místě vedle hrobu Josefa Dobrovského. Nápis je vyveden v češtině a němčině, autorem podoby nového náhrobku plastickou podobiznou je sochař Josef Břenek.

## Dílo (výběr)
- Obšírné spravování sněmu zemského v Brně r. 1848-1849 (18)
- Historické pojednání o zřízení zemském v Markrabství moravském od XII. století do roku 1849 (18)
- Obšírné spravování sněmu zemského v Brně r. 1848-1849
- Staré desky Markrabství moravského XIV. a XV. století
- Příspěvky historické ku poznání staršího a novějšího znaku Markrabství moravského